# Pachylobus
Pachylobus G.Don, 1832 è un genere di piante della famiglia delle Burseracee. 

## Tassonomia
Il genere comprende le seguenti specie:
- Pachylobus bampsianus (Pierlot) Byng & Christenh.
- Pachylobus buettneri (Engl.) Guillaumin
- Pachylobus camerunensis (Onana) Byng & Christenh.
- Pachylobus ebatom (Aubrév. & Pellegr.) Byng & Christenh.
- Pachylobus edulis G.Don
- Pachylobus heterotrichus Pellegr.
- Pachylobus igaganga (Aubrév. & Pellegr.) Byng & Christenh.
- Pachylobus klaineanus (Pierre) Guillaumin
- Pachylobus ledermannii Engl.
- Pachylobus letestui Pellegr.
- Pachylobus macrophyllus (Oliv.) Engl.
- Pachylobus normandii (Aubrév. & Pellegr.) Byng & Christenh.
- Pachylobus osika Guillaumin
- Pachylobus pubescens Vermoesen
- Pachylobus tessmannii Engl.
- Pachylobus trapnellii (Onana) Byng & Christenh.
- Pachylobus villiersianas (Onana) Byng & Christenh.